# Ronde van België 2015
De 85e editie van de Ronde van België vond in 2015 plaats van 27 mei tot en met 31 mei. De start was in Bornem, de finish in Sankt Vith. De ronde maakte deel uit van de UCI Europe Tour 2015, in de categorie 2.HC. De winnaar van 2014 was Tony Martin, die de Ronde van België tussen 2012 en 2014 drie keer op rij won. In 2015 startte hij echter niet. Deze editie van de Ronde van België werd gewonnen door Greg Van Avermaet. Een nieuw aspect in deze Ronde van België was de zogenaamde 'Gouden Kilometer'. Binnen deze kilometer lagen drie verschillende strepen, waar op elke streep de eerste drie renners respectievelijk 3, 2 en 1 bonificatieseconden wonnen.

## Deelnemende ploegen
| WorldTour           | ProContinentaal             | Continentaal                  |
| ------------------- | --------------------------- | ----------------------------- |
| Etixx-Quick Step    | Topsport Vlaanderen-Baloise | Vastgoedservice-Golden Palace |
| Lotto Soudal        | Wanty-Groupe Gobert         | BKCP-Powerplus                |
| BMC Racing Team     | Androni Giocattoli          | Team 3M                       |
| FDJ                 | RusVelo                     | Cibel                         |
| Team Lotto NL-Jumbo | Cofidis                     | Wallonie-Bruxelles            |
| Astana Pro Team     | Roompot-Oranje Peloton      | Vérandas Willems              |
| Team Katjoesja      |                             |                               |
| IAM Cycling         |                             |                               |

## Etappe-overzicht
| etappe  | datum  | start                    | finish                   | type       | afstand  | winnaar           | klassementsleider |
| ------- | ------ | ------------------------ | ------------------------ | ---------- | -------- | ----------------- | ----------------- |
| Proloog | 27 mei | Bornem                   | Bornem                   | Proloog    | 6,85 km  | Matthias Brändle  | Matthias Brändle  |
| 1e      | 28 mei | Lochristi                | Knokke-Heist             | Vlakke rit | 178,5 km | Tom Boonen        | Matthias Brändle  |
| 2e      | 29 mei | Knokke-Heist             | Herzele                  | Heuvelrit  | 201,1 km | Arnaud Démare     | Matthias Brändle  |
| 3e      | 30 mei | Meren van de Eau d'Heure | Meren van de Eau d'Heure | Heuvelrit  | 158,5 km | Arnaud Démare     | Matthias Brändle  |
| 4e      | 31 mei | Sankt Vith               | Sankt Vith               | Heuvelrit  | 199,2 km | Greg Van Avermaet | Greg Van Avermaet |

## Etappe-uitslagen

### Proloog
De proloog in en rond Bornem werd gewonnen door de Oostenrijker Matthias Brändle, die de Australische werelduurrecordhouder Rohan Dennis en de Belg Gaëtan Bille aftroefde. Van de favorieten deed Greg Van Avermaet de beste zaken door als vijfde te eindigen.
| Bornem - Bornem (6,85 km (Proloog)) |                          |                  |        |
| Plaats                              | Naam                     | Ploeg            | Tijd   |
| Winnaar                             | Matthias Brändle         | IAM Cycling      | 07'54" |
| 2                                   | Rohan Dennis             | BMC Racing Team  | + 2"   |
| 3                                   | Gaëtan Bille             | Vérandas Willems | + 9"   |
| 4                                   | Martin Elmiger           | IAM Cycling      | z.t.   |
| 5                                   | Greg Van Avermaet        | BMC Racing Team  | + 11"  |
| 6                                   | Jean-Pierre Drucker      | BMC Racing Team  | + 16"  |
| 7                                   | William Bonnet           | FDJ              | + 19"  |
| 8                                   | Yves Lampaert            | Etixx-Quick Step | z.t.   |
| 9                                   | Guillaume Van Keirsbulck | Etixx-Quick Step | + 20"  |
| 10                                  | David Boucher            | FDJ              | z.t.   |
|                                     |                          |                  |        |
| 11                                  | Mathieu van der Poel     | BKCP-Powerplus   | + 21"  |

| Algemeen klassement |                          |                  |        |
| Plaats              | Naam                     | Ploeg            | Tijd   |
| Rode trui           | Matthias Brändle         | IAM Cycling      | 07'54" |
| 2                   | Rohan Dennis             | BMC Racing Team  | + 2"   |
| 3                   | Gaëtan Bille             | Vérandas Willems | + 9"   |
| 4                   | Martin Elmiger           | IAM Cycling      | z.t.   |
| 5                   | Greg Van Avermaet        | BMC Racing Team  | + 11"  |
| 6                   | Jean-Pierre Drucker      | BMC Racing Team  | + 16"  |
| 7                   | William Bonnet           | FDJ              | + 19"  |
| 8                   | Yves Lampaert            | Etixx-Quick Step | z.t.   |
| 9                   | Guillaume Van Keirsbulck | Etixx-Quick Step | + 20"  |
| 10                  | David Boucher            | FDJ              | z.t.   |
|                     |                          |                  |        |
| 11                  | Mathieu van der Poel     | BKCP-Powerplus   | + 21"  |

### 1e etappe
In de eerste kilometers van de etappe ontstond een kopgroep van 6 man, met daarin Benjamin Verraes, Dries De Bondt, Christophe Premont, Philip Walsleben, Ludwig de Winter en Sander Cordeel. Zij kregen een maximale voorsprong van ruim zes minuten.  Met nog acht kilometer te gaan sprong  Cordeel weg uit de kopgroep. Zijn solo strandde een kilometer voor de finish, toen hij als laatste vroege vluchter werd ingelopen door het peloton. De eindsprint werd gewonnen door Tom Boonen, die op het juiste moment uit het wiel van Arnaud Démare sprong.
| Lochristi - Knokke-Heist (178,5 km) |                     |                        |          |
| Plaats                              | Naam                | Ploeg                  | Tijd     |
| Winnaar                             | Tom Boonen          | Etixx-Quick-Step       | 4u19'21" |
| 2                                   | Arnaud Démare       | FDJ                    | z.t.     |
| 3                                   | Jens Debusschere    | Lotto Soudal           | z.t.     |
| 4                                   | Jonas Van Genechten | IAM Cycling            | z.t.     |
| 5                                   | Dylan Groenewegen   | Roompot Oranje Peloton | z.t.     |
| 6                                   | Jean-Pierre Drucker | BMC Racing Team        | z.t.     |
| 7                                   | Roy Jans            | Wanty-Groupe Gobert    | z.t.     |
| 8                                   | Tom Van Asbroeck    | Team LottoNL-Jumbo     | z.t.     |
| 9                                   | Yves Lampaert       | Etixx-Quick Step       | z.t.     |
| 10                                  | Aleksej Tsatevitsj  | Katjoesja              | z.t.     |

| Algemeen klassement |                      |                  |          |
| Plaats              | Naam                 | Ploeg            | Tijd     |
| Rode trui           | Matthias Brändle     | IAM Cycling      | 4u27'15" |
| 2                   | Rohan Dennis         | BMC Racing Team  | + 2"     |
| 3                   | Gaëtan Bille         | Vérandas Willems | + 9"     |
| 4                   | Martin Elmiger       | IAM Cycling      | z.t.     |
| 5                   | Greg Van Avermaet    | BMC Racing Team  | + 11"    |
| 6                   | Jean-Pierre Drucker  | BMC Racing Team  | + 16"    |
| 7                   | Tom Boonen           | Etixx-Quick-Step | + 17"    |
| 8                   | Arnaud Démare        | FDJ              | + 18"    |
| 9                   | William Bonnet       | FDJ              | + 19"    |
| 10                  | Yves Lampaert        | Etixx-Quick-Step | z.t.     |
|                     |                      |                  |          |
| 14                  | Mathieu van der Poel | BKCP-Powerplus   | + 21"    |

### 2e etappe
In het begin van de etappe wordt er zeer snel gekoerst, waardoor meerdere vluchtpogingen niet kunnen weglopen uit het peloton. Na zo'n 50 kilometer lukt het een groepje met Rohan Dennis, Gert Jõeäär, Timothy Stevens, Michael Vingerling en Grégory Habeaux om weg te rijden. Zij worden door de ploeg van klassementsleider Matthias Brändle, IAM Cycling, op een voorsprong van maximaal 2'50" gehouden. Als de voorsprong van de kopgroep met het aanbreken van de heuvelzone terugloopt, proberen meerdere renners de sprong uit het peloton te maken. Dit leidt op de Paddestraat, als de vroege vluchters zijn bijgehaald, tot een verbrokkeling van het peloton. Met nog zo'n 45 kilometer te gaan lukt het Thomas De Gendt, Oliver Naesen en Vicente Reynes om los te raken van het peloton, van wie De Gendt tien kilometer later op de Valkenberg moet lossen. In het achtervolgende, hergroepeerde peloton gaat het zo hard, dat onder andere nummer twee in het klassement Rohan Dennis moet laten gaan. Op tien kilometer van de streep worden de twee koplopers ingelopen, waarna meerdere renners uit het peloton proberen te demarreren. Zij krijgen echter niet genoeg ruimte van het peloton, waardoor Arnaud Démare in deze massasprint wel sneller is dan Tom Boonen en zijn eerste seizoenszege pakt.
| Knokke-Heist - Herzele (201,1 km) |                      |                               |          |
| Plaats                            | Naam                 | Ploeg                         | Tijd     |
| Winnaar                           | Arnaud Démare        | FDJ                           | 4u43'39" |
| 2                                 | Tom Boonen           | Etixx-Quick-Step              | z.t.     |
| 3                                 | Jürgen Roelandts     | Lotto Soudal                  | z.t.     |
| 4                                 | Tom Van Asbroeck     | Team LottoNL-Jumbo            | z.t.     |
| 5                                 | Mathieu van der Poel | BKCP-Powerplus                | z.t.     |
| 6                                 | Raymond Kreder       | Roompot Oranje Peloton        | z.t.     |
| 7                                 | Tiesj Benoot         | Lotto Soudal                  | z.t.     |
| 8                                 | Edward Theuns        | Topsport Vlaanderen-Baloise   | + 2"     |
| 9                                 | Gaëtan Bille         | Vérandas Willems              | z.t.     |
| 10                                | Dennis Coenen        | Vastgoedservice-Golden Palace | z.t.     |

| Algemeen klassement |                      |                  |          |
| Plaats              | Naam                 | Ploeg            | Tijd     |
| Rode trui           | Matthias Brändle     | IAM Cycling      | 9u10'56" |
| 2                   | Arnaud Démare        | FDJ              | + 6"     |
| 3                   | Gaëtan Bille         | Vérandas Willems | z.t.     |
| 4                   | Tom Boonen           | Etixx-Quick-Step | + 9"     |
| 5                   | Martin Elmiger       | IAM Cycling      | z.t.     |
| 6                   | Greg Van Avermaet    | BMC Racing Team  | + 11"    |
| 7                   | Mathieu van der Poel | BKCP-Powerplus   | + 19"    |
| 8                   | Yves Lampaert        | Etixx-Quick-Step | z.t.     |
| 9                   | Jürgen Roelandts     | Lotto Soudal     | z.t.     |
| 10                  | Marcel Sieberg       | Lotto Soudal     | + 21"    |

### 3e etappe
Al vroeg in de etappe ontstond een kopgroep van 8 man, van wie niemand een bedreiging in het klassement was. De vluchters kregen een voorsprong van zo'n 5 minuten. Met nog zo'n 40 kilometer te gaan rijdt Kai Reus weg uit de kopgroep. In de Gouden Kilometer, die 19 kilometer van de streep op de een na laatste passage van de Petit Poggio ligt, wordt Reus ingelopen door een ontketenende Greg Van Avermaet, die op jacht is naar bonificatieseconden. Hij wint er in totaal acht, klassementsleider Matthias Brändle pakt er vier. In de finale wordt er geprobeerd weg te springen, maar de sprintersploegen staan dat niet toe. In de sprint, die heuvelop loopt, verslaat Arnaud Demare Tom Boonen voor de tweede dag op rij. Doordat Brändle onderweg bonificatieseconden heeft gesprokkeld, loopt Démare net de rode leiderstrui mis.
| Meren van de Eau d'Heure - Meren van de Eau d'Heure (158,5 km) |                      |                     |          |
| Plaats                                                         | Naam                 | Ploeg               | Tijd     |
| Winnaar                                                        | Arnaud Démare        | FDJ                 | 3u52'50" |
| 2                                                              | Tom Boonen           | Etixx-Quick-Step    | z.t.     |
| 3                                                              | Jens Debusschere     | Lotto Soudal        | z.t.     |
| 4                                                              | Aleksej Tsatevitsj   | Katjoesja           | z.t.     |
| 5                                                              | Jonas Ahlstrand      | Cofidis             | z.t.     |
| 6                                                              | Tom Van Asbroeck     | LottoNL-Jumbo       | z.t.     |
| 7                                                              | Borut Božič          | Astana              | z.t.     |
| 8                                                              | Danilo Napolitano    | Wanty-Groupe Gobert | z.t.     |
| 9                                                              | Mathieu van der Poel | BKCP-Powerplus      | z.t.     |
| 10                                                             | Adrien Petit         | Cofidis             | z.t.     |

| Algemeen klassement |                      |                             |           |
| Plaats              | Naam                 | Ploeg                       | Tijd      |
| Rode trui           | Matthias Brändle     | IAM Cycling                 | 13u03'41" |
| 2                   | Arnaud Démare        | FDJ                         | + 1"      |
| 3                   | Greg Van Avermaet    | BMC Racing Team             | +8"       |
| 4                   | Tom Boonen           | Etixx-Quick-Step            | z.t.      |
| 5                   | Gaëtan Bille         | Vérandas Willems            | +11"      |
| 6                   | Martin Elmiger       | IAM Cycling                 | + 14"     |
| 7                   | Mathieu van der Poel | BKCP-Powerplus              | + 24"     |
| 8                   | Yves Lampaert        | Etixx-Quick-Step            | z.t.      |
| 9                   | Jürgen Roelandts     | Lotto Soudal                | z.t.      |
| 10                  | Oliver Naesen        | Topsport Vlaanderen-Baloise | + 27"     |

### 4e etappe
In de lastige slotrit over de Waalse heuvels ging het er van de start af al fel aan toe. Al snel scheidde een kopgroep van 24 man zich af van het peloton. In deze groep, die een voorsprong kreeg van tweeënhalve minuut, bevonden zich grote namen als Tom Boonen, Greg Van Avermaet, Yves Lampaert, Jürgen Roelandts en Wout van Aert. De harde koers was te veel voor klassementsleider Mathias Brändle, die last had van een voedselvergiftiging. Hij moest het peloton laten lopen en gaf na zo'n 50 kilometer op. Ook nummer 2 Arnaud Démare stapte, na achterop te zijn geraakt, van zijn fiets. Na 63 kilometer kwamen de eerste groep en het peloton weer bij elkaar. En nieuwe kopgroep reed weg, met wederom Jürgen Roelandts, Dimitri Claeys en Edoeard Vorganov. Ook deze groep werd ingelopen, door name door het werk van BMC, dat het peloton aan flarden reed. De eerste groep dunde langzaam uit, tot er na de laatste beklimming van de Bergstrasse drie renners overbleven: Van Avermaet, Tiesj Benoot en Jegor Silin, die niet in de top van het klassement meedeed. Op een kilometer van de streep reed Van Avermaet weg van zijn concurrenten en kon hij zijn wiel nog net voor dat van de hard aanstormende Benoot over de lijn drukken. Met de ritwinst verzekerde Van Avermaet zich ook van de overwinning in het eindklassement.
| Sankt Vith - Sankt Vith (199,2 km) |                        |                        |          |
| Plaats                             | Naam                   | Ploeg                  | Tijd     |
| Winnaar                            | Greg Van Avermaet      | BMC Racing Team        | 4u57'46" |
| 2                                  | Tiesj Benoot           | Lotto Soudal           | z.t.     |
| 3                                  | Jegor Silin            | Katjoesja              | +10"     |
| 4                                  | Dylan Teuns            | BMC Racing Team        | +33"     |
| 5                                  | Gaëtan Bille           | Vérandas Willems       | +39"     |
| 6                                  | Aleksandr Foliforov    | RusVelo                | +44"     |
| 7                                  | Thomas De Gendt        | Lotto Soudal           | +1'26"   |
| 8                                  | Nicolas Vereecken      | Team 3M                | z.t.     |
| 9                                  | Vjatsjeslav Koeznetsov | Katjoesja              | z.t.     |
| 10                                 | Martin Elmiger         | IAM Cycling            | z.t.     |
|                                    |                        |                        |          |
| 11                                 | Huub Duyn              | Roompot Oranje Peloton | z.t.     |

## Eindklassementen
| Plaats    | Naam                   | Ploeg                       | Tijd      |
| --------- | ---------------------- | --------------------------- | --------- |
| Rode trui | Greg Van Avermaet      | BMC Racing Team             | 18u01'11" |
| 2         | Tiesj Benoot           | Lotto Soudal                | + 41"     |
| 3         | Gaëtan Bille           | Vérandas Willems            | + 56"     |
| 4         | Dylan Teuns            | BMC Racing Team             | + 1'28"   |
| 5         | Martin Elmiger         | IAM Cycling                 | + 1'49"   |
| 6         | Mathieu van der Poel   | BKCP-Powerplus              | + 1'59"   |
| 7         | Oliver Naesen          | Topsport Vlaanderen-Baloise | + 2'02"   |
| 8         | Vjatsjeslav Koeznetsov | Katjoesja                   | + 2'13"   |
| 9         | Huub Duyn              | Roompot Oranje Peloton      | + 2'15"   |
| 10        | Frederik Backaert      | Wanty-Groupe Gobert         | + 2'17"   |
| 11        | Rudy Molard            | Cofidis                     | +2'24"    |
| 12        | Nicolas Vereecken      | Team 3M                     | + 2'39"   |
| 13        | Thomas Sprengers       | Topsport Vlaanderen-Baloise | + 2'45"   |
| 14        | Yves Lampaert          | Etixx-Quick-Step            | + 4'45"   |
| 15        | Grégory Habeaux        | Wallonie-Bruxelles          | + 6'27"   |
| 16        | Artjom Ovetsjkin       | RusVelo                     | + 6'57"   |
| 17        | George Bennett         | LottoNL-Jumbo               | + 7'13"   |
| 18        | Laurent Evrard         | Wallonie-Bruxelles          | + 7'23"   |
| 19        | Maurits Lammertink     | Roompot Oranje Peloton      | + 8'32"   |
| 20        | Tom Boonen             | Etixx-Quick-Step            | + 8'35"   |

| Plaats      | Naam                 | Ploeg            | Punten |
| ----------- | -------------------- | ---------------- | ------ |
| Blauwe trui | Tom Boonen           | Etixx-Quick-Step | 80     |
| 2           | Tom Van Asbroeck     | LottoNL-Jumbo    | 46     |
| 3           | Gaëtan Bille         | Vérandas Willems | 44     |
|             |                      |                  |        |
| 8           | Mathieu van der Poel | BKCP-Powerplus   | 28     |

| Plaats      | Naam              | Ploeg              | Punten |
| ----------- | ----------------- | ------------------ | ------ |
| Groene trui | Philipp Walsleben | BKCP-Powerplus     | 58     |
| 2           | Connor McConvey   | Team 3M            | 28     |
| 3           | Ludwig de Winter  | Wallonie-Bruxelles | 27     |

## Klassementenverloop
| Etappe       | Winnaar           | Algemeen klassement · | Puntenklassement · | Strijdlustklassement · |
| ------------ | ----------------- | --------------------- | ------------------ | ---------------------- |
| Proloog      | Matthias Brändle  | Matthias Brändle      | Matthias Brändle   |                        |
| 1            | Tom Boonen        | Matthias Brändle      | Tom Boonen         | Benjamin Verraes       |
| 2            | Arnaud Démare     | Matthias Brändle      | Arnaud Démare      | Benjamin Verraes       |
| 3            | Arnaud Démare     | Matthias Brändle      | Arnaud Démare      | Benjamin Verraes       |
| 4            | Greg Van Avermaet | Greg Van Avermaet     | Tom Boonen         | Philipp Walsleben      |
| 0Eindstanden | 0Eindstanden      | Greg Van Avermaet     | Tom Boonen         | Philipp Walsleben      |

## UCI Europe Tour
In deze Ronde van België zijn punten te verdienen voor de ranking in de UCI Europe Tour 2015. Enkel renners die uitkomen voor een (pro-)continentale ploeg, maken aanspraak om punten te verdienen.
| Positie                      | 1e  | 2e | 3e | 4e | 5e | 6e | 7e | 8e | 9e | 10e | 11e | 12e | 13e | 14e | 15e |
| Eindklassement               | 100 | 70 | 40 | 30 | 25 | 20 | 15 | 10 | 9  | 8   | 7   | 6   | 5   | 4   | 3   |
| Per etappe                   | 20  | 14 | 8  | 7  | 6  | 5  | 4  | 2  |    |     |     |     |     |     |     |
| Drager leiderstrui (per dag) | 10  |    |    |    |    |    |    |    |    |     |     |     |     |     |     |

| #  | Renner               | Ploeg                       | Punten |
| -- | -------------------- | --------------------------- | ------ |
| 1  | Gaëtan Bille         | Vérandas Willems            | 56     |
| 2  | Mathieu van der Poel | BKCP-Powerplus              | 28     |
| 3  | Oliver Naesen        | Topsport Vlaanderen-Baloise | 15     |
| 4  | Huub Duyn            | Roompot Oranje Peloton      | 9      |
| 5  | Frederik Backaert    | Wanty-Groupe Gobert         | 8      |
| 5  | Nicolas Vereecken    | Team 3M                     | 8      |
| 7  | Rudy Molard          | Cofidis                     | 7      |
| 8  | Dylan Groenewegen    | Roompot Oranje Peloton      | 6      |
| 8  | Jonas Ahlstrand      | Cofidis                     | 6      |
| 10 | Raymond Kreder       | Roompot Oranje Peloton      | 5      |
| 10 | Thomas Sprengers     | Topsport Vlaanderen-Baloise | 5      |
| 10 | Aleksandr Foliforov  | RusVelo                     | 5      |
| 13 | Roy Jans             | Wanty-Groupe Gobert         | 4      |
| 14 | Grégory Habeaux      | Wallonie-Bruxelles          | 3      |

Mannen:
1908 · 1909 · 1910 · 1911 · 1912 · 1913 · 1914 · 1915-1918 · 1920 · 1921 · 1922 · 1923 · 1924 · 1925 · 1926 · 1927 · 1928 · 1929 · 1930 · 1931 · 1932 · 1933 · 1934 · 1935 · 1936 · 1937 · 1938 · 1939 · 1940-1944 · 1945 · 1946 · 1947 · 1948 · 1949 · 1950 · 1951 · 1952 · 1953 · 1954 · 1955 · 1956 · 1957 · 1958 · 1959 · 1960 · 1961 · 1962 · 1963 · 1964 · 1965 · 1966 · 1967 · 1968 · 1969 · 1970 · 1971 · 1972 · 1973 · 1974 · 1975 · 1976 · 1977 · 1978 · 1979 · 1980 · 1981 · 1982-1983 · 1984 · 1985 · 1986 · 1987 · 1988 · 1989 · 1990 · 1991-2001 · 2002 · 2003 · 2004 · 2005 · 2006 · 2007 · 2008 · 2009 · 2010 · 2011 · 2012 · 2013 · 2014 · 2015 · 2016 · 2017 · 2018 · 2019 · 2020 · 2021 · 2022 · 2023 · 2024
Vrouwen:
2012 ·
2013 · 2014 · 2015 · 2016 · 2017 · 2018 · 2019 · 2020 · 2021 · 2022 · 2023
Etappewedstrijden

 Ster van Bessèges · 
 Ronde van de Algarve · 
 Ruta del Sol · 
 Ronde van de Haut-Var · 
 Driedaagse van West-Vlaanderen · 
 Internationale Wielerweek · 
 Internationaal Wegcriterium · 
 Driedaagse van De Panne-Koksijde · 
 Ronde van de Sarthe · 
 Ronde van Castilië en León · 
 Ronde van Trentino · 
 Ronde van Kroatië · 
 Ronde van Turkije · 
 Ronde van Yorkshire · 
 Ronde van Asturië · 
 Vierdaagse van Duinkerke · 
 Ronde van Azerbeidzjan · 
 Ronde van Madrid · 
 Ronde van Beieren · 
 Ronde van Picardië · 
 Ronde van Noorwegen · 
 World Ports Classic · 
 Tour des Fjords · 
 Ronde van Estland · 
 Ronde van België · 
 Ronde van Luxemburg · 
 Boucles de la Mayenne · 
 Ster ZLM Toer · 
 Ronde van Slovenië · 
 Route du Sud · 
 Sibiu Cycling Tour · 
 Ronde van Oostenrijk · 
 Ronde van Wallonië · 
 Ronde van Portugal · 
 Ronde van Burgos · 
 Ronde van Denemarken · 
 Ronde van de Ain · 
 Ronde van Tsjechië · 
 Arctic Race of Norway · 
 Ronde van de Limousin · 
 Ronde van Poitou-Charentes · 
 Ronde van Groot-Brittannië · 
 Ronde van Gévaudan Languedoc-Roussillon · 
 Eurométropole Tour
Eendaagse wedstrijden

 Trofeo Santanyí-Ses Salines-Campos · 
 Trofeo Andratx-Mirador d'Es Colomer · 
 Trofeo Serra de Tramuntana · 
 Trofeo Playa de Palma-Palma · 
 GP La Marseillaise · 
 Grote Prijs van de Etruskische Kust · 
 Ronde van Murcia · 
 Clásica de Almería · 
 Trofeo Laigueglia · 
 Omloop Het Nieuwsblad · 
 Classic Sud Ardèche · 
 GP Lugano · 
 La Drôme Classic · 
 Kuurne-Brussel-Kuurne · 
 Le Samyn · 
 Strade Bianche · 
 Ronde van Drenthe · 
 Dwars door Drenthe · 
 Nokere Koerse · 
 GP Nobili Rubinetterie · 
 Handzame Classic · 
 Ronde van Zeeland Seaports · 
 Classic Loire-Atlantique · 
 Grote Prijs van Cholet-Pays de Loire · 
 Dwars door Vlaanderen · 
 Classica Corsica · 
 Route Adélie de Vitré · 
 Grote Prijs Miguel Indurain · 
 Volta Limburg Classic · 
 Ronde van La Rioja · 
 Parijs-Camembert · 
 Scheldeprijs · 
 Klasika Primavera · 
 Brabantse Pijl · 
 GP Denain · 
 Ronde van de Finistère · 
 Tro Bro Léon · 
 La Roue Tourangelle · 
 Ronde van de Apennijnen · 
 Grote Prijs van de Somme · 
 Grote Prijs van Plumelec · 
 ProRace Berlin · 
 Boucles de l'Aulne · 
 GP Kanton Aargau · 
 Ronde van Keulen · 
 Ronde van Limburg · 
 Velothon Wales · 
 Halle-Ingooigem · 
 Trofeo Matteotti · 
 GP Cerami · 
 GP Industria & Artigianato-Larciano · 
 Prueba Villafranca de Ordizia · 
 Ronde van Toscane · 
 Circuito de Getxo · 
 Polynormande · 
 RideLondon Classic · 
 GP Stad Zottegem · 
 Arnhem-Veenendaal Classic · 
 GP Jef Scherens · 
 Druivenkoers Overijse · 
 Schaal Sels · 
 Brussels Cycling Classic · 
 GP Fourmies · 
 Velothon Stockholm · 
 Ronde van de Doubs · 
 Coppa Bernocchi · 
 Coppa Agostoni · 
 GP van Wallonië · 
 Kampioenschap van Vlaanderen · 
 Memorial Marco Pantani · 
 Grote Prijs Impanis-Van Petegem · 
 GP van Isbergues · 
 GP Industria & Commercio di Prato · 
 Omloop van het Houtland · 
 Duo Normand · 
 Ronde van de Drie Valleien · 
 Milaan-Turijn · 
 Ronde van Piemonte · 
 Ronde van het Münsterland · 
 Ronde van de Vendée · 
 Memorial Frank Vandenbroucke · 
 Coppa Sabatini · 
 Parijs-Bourges · 
 Ronde van Emilia · 
 GP Beghelli · 
 Parijs-Tours · 
 Nationale Sluitingsprijs · 
 Chrono des Nations